# 下崙 (雲林縣)
下崙，是臺灣雲林縣口湖鄉的一個傳統地域名稱，位於該鄉西北端。相較於今日行政區，其範圍大致包括下崙村、崙中村、崙東村不含東部邊界地帶中段、青蚶村不含東北部。

## 歷史
臺灣日治初期，下崙地區為一（舊制）街庄，稱為「下崙庄」，隸屬於尖山堡。該庄西北與萡仔藔庄為鄰，北與三條崙庄、飛沙庄為鄰，東與內湖庄、外埔庄、口湖庄為鄰，南邊為新港庄，西邊臨臺灣海峽。
1901年（日治明治三十四年）11月，全臺廢縣廳改設二十廳，該庄隸屬於斗六廳。1903年（明治三十六年）6月，該庄編入「下崙區」，隸屬於斗六廳。1909年（明治四十二年）10月，合併二十廳為十二廳，下崙區改隸屬於嘉義廳。1920年（大正九年），全臺地方制度大改正，廢十二廳改設五州二廳，該庄改制為「下崙」大字，隸屬於臺南州北港郡口湖庄（新制街庄）。
戰後口湖庄改制為口湖鄉，隸屬於臺南縣，大字亦改制為村。1950年10月，雲、嘉、南分治，口湖鄉改隸屬雲林縣。

## 聚落
本地區發展較早的聚落有下藔、下崙、青蚶等，在日治期初期的官方地圖上已有記載。

## 交通
省道台17線又稱「西部濱海公路」，是臺中市清水區甲南至屏東縣枋寮鄉水底寮的幹道，經過本地區下崙聚落。由該道路向北北東可前往四湖鄉西部、臺西鄉、東勢鄉西北端、麥寮鄉等地；向南南西可前往嘉義縣東石鄉、布袋鎮、臺南市北門區、將軍區等地。
省道台61線又稱「西部濱海快速公路」，目前通車路段北起新北市八里區臺北港，南至臺南市七股區九塊厝，以高架道路型式經過本地區東部。本地區向北可經由省道台17線、四湖交流道進入台61線，向南可經由省道台17線、口湖交流道進入台61線，由此等可快速前往台灣西部沿海各地。
鄉道雲129線是林厝寮至下崙的道路，其南側端點（終點）位於本地區下崙聚落的省道台17線路口。由此向北北西經過下寮聚落後，可前往三條崙、林厝寮，並止於省道台17線路口。
鄉道雲131線是三條崙至成龍的道路，經過本地區的下崙聚落。由該道路向西北可前往萡子寮、三條崙，並止於縣道160號路口；向東南可前往口湖、蚵寮、牛尿港，並止於鄉道雲144線終點路口（位於今成龍村）。
鄉道雲131-1線是萡子寮至下寮的道路，其東南側端點（終點）位於本地區北部下寮聚落的鄉道雲129線路口。由此向西微北蜿蜒而行，可前往萡子寮並止於建陽國小東側的鄉道雲131線路口。
鄉道雲131-2線是萡子寮至下崙的道路，其東側端點（終點）位於下崙聚落的鄉道雲131線路口。由此向西北西轉北北東再轉西北西再轉西，經過子寮排水路後轉北可前往萡子寮並止於普天宮旁的鄉道雲131線路口。
鄉道雲132線是廣溝至鹿場的道路，經過本地區北部邊界地帶。由該道路向西北西可前往三條崙/萡子寮交界地帶、萡子寮地區北部，並止於該地區廣溝厝聚落南側的鄉道雲131線路口；向東南東可前往飛沙地區南部、內湖地區中部、羊稠厝地區南端、下寮地區中部、鹿場地區西部，並止於該地區西部近邊界地帶中段的一個三叉路口（下寮地區咯內聚落東北郊）。
鄉道雲136線是下崙至下鹿場（應為頂鹿場）的道路，其西側端點（起點）位於下崙聚落的省道台17線路口。由此向東北轉東再轉東北東，可前往內湖/外埔交界地帶、下寮、下寮/蔡厝交界地帶、鹿場，並止於該地區東部略偏北的鄉道雲165-1線路口（頂鹿場聚落北北東郊）。
鄉道雲136-2線是下崙至蟞潭的道路，其西側端點（起點）位於下崙聚落東北郊的鄉道雲136線路口。由此向東南東蜿蜒而行，可前往外埔地區，並止於鄉道雲141線路口。
鄉道雲140線是青蚶至口湖的道路，其西側端點（起點）位於青蚶聚落西郊的省道台17線路口。由此向東至青蚶聚落轉東南東蜿蜒而行，可前往口湖並止於鄉道雲131線路口。

## 學校
下崙國小 （页面存档备份，存于）